# Kirchenfeld (Bern)

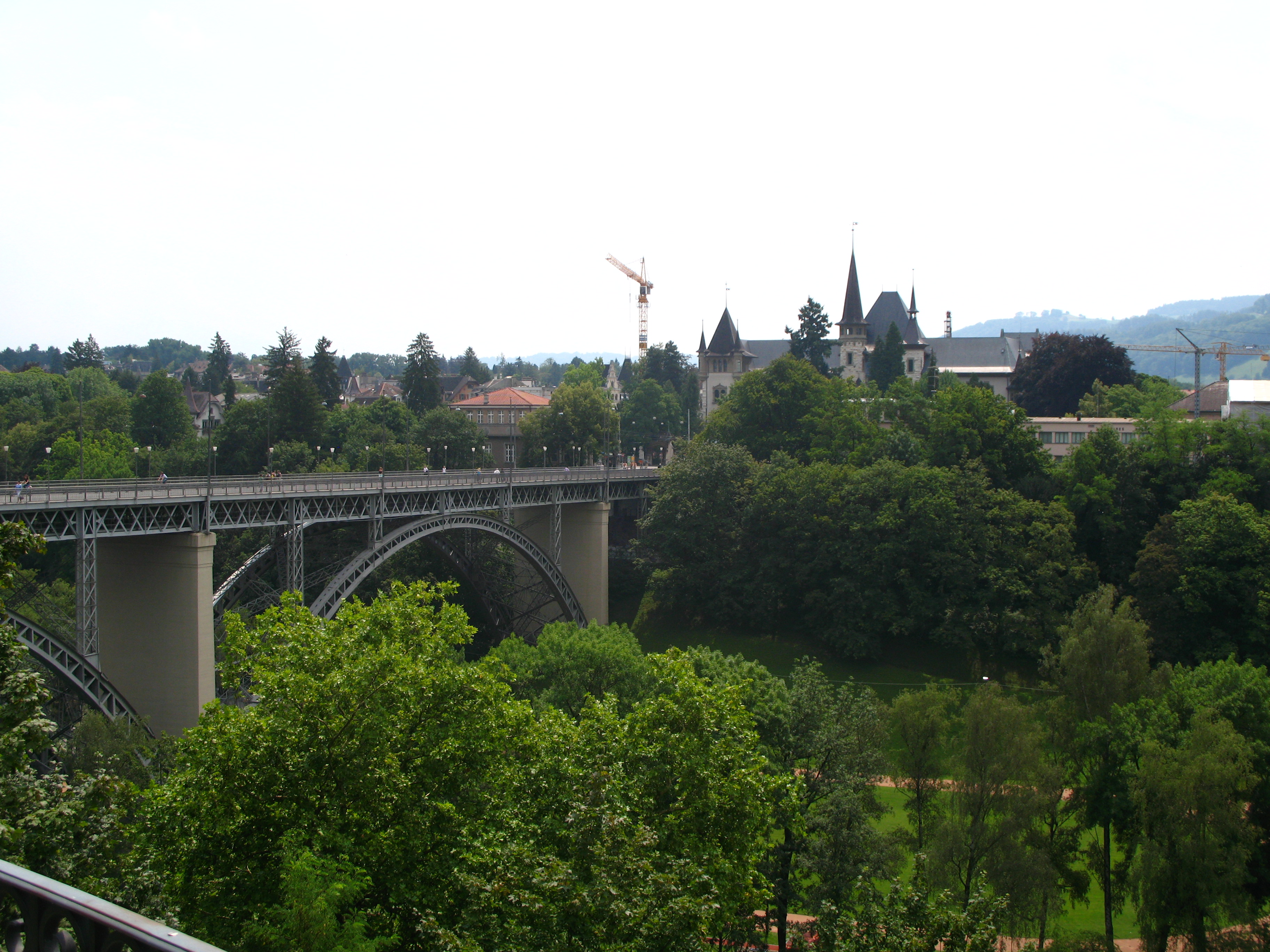
Blick in Richtung Kirchenfeld von der Bundesterrasse mit Kirchenfeldbrücke und historischem Museum

Kirchenfeld vom Hotel Bellevue zwischen 1890 und 1900

Das Kirchenfeld (berndeutsch Chilefäud ['xɪləfæʊd]) ist ein statistischer Bezirk im Stadtteil Kirchenfeld-Schosshalde (IV) im Süden von Bern. Die Quartiere Unteres Kirchenfeld/Dalmazi und Oberes Kirchenfeld bilden den Kern, dazu gehören noch die Quartiere Schwellenmätteli und das Dählhölzli. Im Norden, Westen und Süden bildet die Aare die Grenze des statistischen Bezirks.
Der Name Dalmazi (im 18. und 19. Jh. gelegentlich auch Talmazi) bezeichnet das rechte Aareufer zwischen Monbijoubrücke und Schwellenmätteli. Man vermutet, dass er von einem Rückwanderer aus venezianischen Diensten gewählt worden ist, 1652 ist der Name Dalmatien belegt.
Im Jahr 2022 lebten im statistischen Bezirk 3786 Einwohner, davon 3127 Schweizer und 659 Ausländer.

## Geschichte
Das brachliegende Kirchenfeld im Süden Berns ging 1856 an die Berner Burgergemeinde über. Erste Schritte zu einer Überbauung des Terrains als Korrektiv für die städtebauliche Verlagerung nach dem Bahnhof wurden bald getätigt. Der Bankier Friedrich Schmid, einer der Fürsprecher einer Erschliessung des Kirchenfeldgebiets, schrieb 1864: «[Das Kirchenfeld ist] eine baumleere Fläche, auf welcher ein Einzelner nichts zuwege bringt; es ist eine Fläche, welche, durch eine Brücke mit der Stadt verbunden, Leben und Bewegung in dieselbe führt; die leere Fläche, welche gehörig verwandelt, den schönsten Vordergrund zu unserer herrlichen Alpensicht bildet. An das Kirchenfeld schliesst sich das Dählhölzlein an, ein liebliches Wäldchen, das mit zu erhaltender Bewilligung der Behörde durch geringe Correction der Wege zum angenehmsten Park für das neue Quartier geschaffen werden kann.»
Erst im Jahre 1879 erklärte sich eine englische Baufirma bereit, den Bau einer Brücke zu übernehmen, die das Kirchenfeld mit der Berner Innenstadt verbinden würde. Das Terrain des Kirchenfelds wurde also für die Summe von 425'000 Franken an die Berne Land Company abgetreten, unter der Bedingung, dass diese die Brücke in 21 Monaten baute sowie in einigen Jahren das dazugehörende Strassennetz von etwa 5 km Länge herstellte. Ferner musste sie sich verpflichten, das nötige Land für öffentliche Bauten abzutreten. Am 24. September 1883 wurde die Kirchenfeldbrücke feierlich eingeweiht.
Bereits 1870 wurde vom zuständigen Komitee das Ziel formuliert, ein Viertel für eine „habliche“ Bevölkerung zu schaffen. Der erwähnte Bankier Schmid forderte ein Quartier für eine «vermögliche Bevölkerung, deren täglicher Wirkungskreis in der Stadt liegt, die aber für sich und ihre Familien gerne im Sommer das Landleben genießen möchte.» Diese Linie wurde zur offiziellen: 1881 verkündete das Kirchenfeld-Komitee, es sei durch «den hohen Preis des Terrains dafür gesorgt, dass kein Proletarierquartier auf dem Kirchenfeld entstehe.»
Diese restriktive Zielsetzung und die gesetzliche Weisung, dass im neuen Viertel keine Fabriken entstehen dürfen, sorgte dafür, dass das Kirchenfeld sich zu einem Distrikt für eher wohlhabende Schichten entwickelte. Noch heute beherbergt es viele Repräsentationsgebäude (Botschaften, Villen) und die meisten einschlägigen Museen der Stadt Bern (Historisches Museum, Naturhistorisches Museum, Alpines Museum, Kunsthalle, Museum für Kommunikation Bern).
Des Weiteren befinden sich im Kirchenfeldquartier eine Primarschule, das Gymnasium Kirchenfeld, das Schweizerische Bundesarchiv, die Schweizerische Nationalbibliothek, der Tierpark Dählhölzli mit angrenzendem Waldgebiet und die Eidgenössische Münzprägestätte.
Kirchenfeld-Schosshalde ist das Quartier, wo das Gros des diplomatischen Dienstes lebt. In Bern gemeldet sind 2016 rund 1750 Diplomaten oder weitere Personen mit einer Legitimationskarte des Eidg. Departementes für auswärtige Angelegenheiten (EDA). Knapp zwei Drittel davon leben im Stadtteil Kirchenfeld-Schosshalde. Mattenhof-Weissenbühl beherbergt 15 %, die übrigen vier Stadtteile jeweils weniger als 7 % dieser Personengruppe.